# Zinner (cráter)
Zinner es un pequeño cráter de impacto lunar ubicado al norte del cráter Schiaparelli, en el Oceanus Procellarum. Al noroeste se halla el cráter ligeramente más grande Golgi y al este se localiza el sistema de pliegues Dorsa Burnet. 
|  |

Es circular y tiene forma de copa, con un albedo alto en comparación con el mar lunar circundante. El cráter esencialmente no tiene borde porque la lava del mare casi lo ha inundado por completo. El sistema de marcas radiales del cráter Glushko atraviesa Zinner.
Este elemento fue designado previamente como Schiaparelli B, antes de que la UAI le diera su nombre actual.

## Referencias

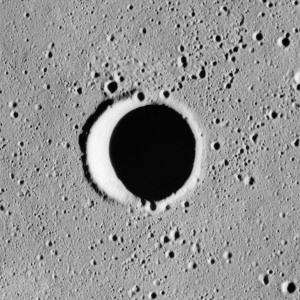
Fotografía de la misión Apolo 15